# Ácido lignocérico
Ácido lignocérico, o ácido tetracosanoico, es el ácido graso saturado con la fórmula C23H47COOH. Se encuentra en el alquitrán de madera, varios cerebrósidos, y en pequeñas cantidades en la mayoría de las grasas naturales. Los ácidos grasos del aceite de cacahuete contienen pequeñas cantidades de ácido lignocérico (1,1% - 2,2%).  Este ácido graso es también un subproducto de la producción de lignina.
La reducción del ácido lignocérico, produce alcohol lignocerílico.